# Elisabetta Trenta

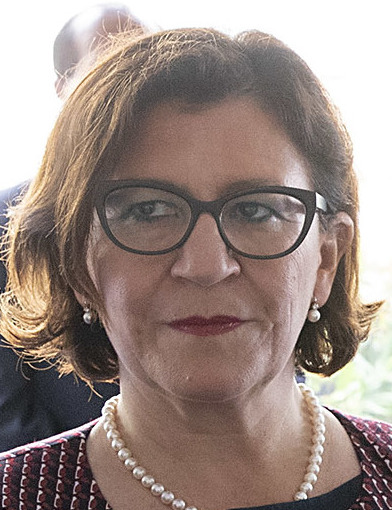
Elisabetta Trenta (2019)

Elisabetta Trenta (* 4. Juni 1967 in Velletri bei Rom) ist eine italienische Hochschullehrerin, Entwicklungszusammenarbeit- und Sicherheitsexpertin sowie Politikerin des MoVimento 5 Stelle.
Sie war von Juni 2018 bis September 2019 Verteidigungsministerin Italiens im Kabinett Conte I.

## Leben
Trenta absolvierte ein Studium der Politikwissenschaft an der Universität La Sapienza in Rom. 1996 erwarb sie einen Master in internationaler Entwicklungszusammenarbeit und 2008 einen Master in Intelligence and Security. Sie ist Hauptmann der Reserve (capitano della riserva selezionata) des italienischen Heeres, in dessen Ausbildungseinrichtungen sie verschiedene Lehrgänge absolvierte. Ab 1994 war sie an verschiedenen Entwicklungsprojekten im Ausland beteiligt, insbesondere im Irak und im Libanon, wo sie auch als Beraterin italienischer Militärkontingente diente.
Von 1990 bis 1997 arbeitete Trenta als Verwaltungsangestellte in einem Elektrotechnikunternehmen in Velletri, danach war sie rund 20 Jahre für eine Entwicklungszusammenarbeit-Genossenschaft in Rom tätig. 2015 wurde sie Dozentin an der römischen Privatuniversität Link Campus. Schwerpunkte ihrer Tätigkeit an dieser Hochschule waren Entwicklungszusammenarbeit, Projektmanagement, EU-Strukturfonds, Geopolitik und Sicherheitspolitik. Darüber hinaus erhielt sie 2016 und 2017 Forschungsaufträge vom Zentrum für Strategische Studien (CeMISS) der Generalstabsakademie CASD.
Trenta kandidierte bei den Parlamentswahlen am 4. März 2018 für einen Senatssitz, jedoch ohne Erfolg. Ihre Partei hatte sie bereits vor der Wahl als Verteidigungsministerin in ihr Schattenkabinett aufgenommen. Elisabetta Trenta löste am 1. Juni 2018 Roberta Pinotti als Verteidigungsministerin ab und war somit die zweite Frau an der Spitze dieses Ministeriums. Trenta ist mit einem Offizier verheiratet, der zum Zeitpunkt der Parlamentswahl und der Regierungsbildung in einer Organisationseinheit des Verteidigungsministeriums tätig war, die unter anderem für das militärische Beschaffungswesen zuständig ist. Wegen Hinweisen auf mögliche Interessenkonflikte versetzte Trenta kurz nach Amtsantritt ihren Mann zu einer anderen Dienststelle.
Neben Italienisch und Englisch spricht Trenta auch etwas Französisch und Russisch, Grundkenntnisse bestehen in Spanisch und Arabisch.